# 95式自動步槍
95式自动步枪（QBZ-95，QBZ为源自拼音“轻武器—步枪—自动”的类别代码），简称95式。95式是由中国兵器装备集团兵器装备研究所研制的突击步枪，属于95式枪族的一部分，为目前中国人民解放军的制式步枪之一。

## 概要
95式是中華人民共和國研制的第二种小口径步枪（第一種為87式自動步槍），也是中國人民解放军第一种大规模列装部队的小口径自动步枪；在1997年中國人民解放軍駐香港部隊进驻香港时，作为驻港部队的制式武器，首次公开露面。
95式采用了无托结构布局，外部材料大量使用了工程塑料，这使得在外形上与以前苏系风格浓郁的中国造枪械如81式自動步槍等完全不同，此外它使用的枪弹並非7.62×39毫米，而是中国自行研制的5.8×42毫米（DBP87式枪弹）小口徑步槍彈。
由于部分相似的外形，95式初時常常会被误认为是法国FAMAS突擊步槍的仿制品，但实际上两枪使用的结构原理及設計完全不同；95式突击步枪使用导气式自动方式与枪机回旋闭锁，而FAMAS用延迟后坐式自动方式。

## 設計

### 结构
95式为无托结构設計，自动方式为导气式，闭锁结构采用了回转式闭锁。射擊選擇桿位於槍托上，发射状态可以在单、连发之间调节，机械瞄准具为觇孔式照门。
由于同属一个枪族的关系，95式自动步枪和95式轻机枪之间的通用部件占了不小的比例。其使用的供弹具有30发塑料弹匣和75发快装弹鼓两种。
本枪的自动机采用短行程导气式活塞以获取后坐能量，在回转机头上有3个闭锁凸笋，机头与枪机框之间以圆柱体进行连接，圆柱体上有一个连体的开闭锁及前后运动的带动凸起。开闭锁作用面在凸起的顶部，后坐带动面则在凸起的根部。此设计与卡拉什尼科夫的AK系列在机头闭锁支撑面的外圆上设立带动凸起的设计思想和西方的类似结构设计均有所不同。
95式机框上的开闭锁螺旋槽的设计参考了M16的设计思路，在开锁螺旋面同直面之间有一个平滑过渡的空间曲面。出于方便编程加工的考虑，在机体内圆柱体的展开图上给出了一个圆弧。这种结构大大减少了开锁撞击，使自动机动力特性得到提高。下机匣为铝合金槽式结构，采用的是不同于AK系列设计的尾部开通式，一个活动销子与上机匣连接，上机匣尾部轴固定一个杠杆式自动缓冲器，可以从导轨中直接平直抽出枪栓。
本枪管内膛为精锻成形，并进行了镀铬处理。枪管节套材料为合金钢，但节套与下机匣的连接方式没有采用M16全包容的方式，而是用节套下面的两块平板同槽式机匣的两个内侧面相配，以两个空心销子固定。
该枪一般使用弹匣供弹，每把枪配有5个弹匣，必须时也可使用弹鼓供弹。可实施短点射（2—5发），还可实施长点射（6—11发）和单发射击。点射时射速为100发／分鐘，单发时射速为40发／分鐘，枪管寿命为1万发。
该枪由刺刀、枪管、导气装置、瞄准装置、护盖、枪栓、复进簧、击发机、槍托、机匣和弹匣等11部分组成，另外还有一套附件。
中國戰術導軌系統裝備生產商於2015年前後公布了95式自動步槍能夠使用的戰術導軌，例如DF95步槍戰術導軌系統，可便捷連接瞄準鏡、戰術手電、激光測距等設備。

### 子彈
95式自动步枪配用5.8毫米DBP87普通弹，是5.8毫米小口径枪弹中的主要弹种。
必要时DBP87普通弹也可配用于88式通用机枪和88式狙击步枪等步兵轻武器，但95式自动步枪不能使用5.8毫米机枪弹。
DBP87弹的弹头重，枪口动能大，中远距离存速能力强，在初速、直射距离、高于5.56毫米SS109弹和5.45毫米7N6弹（又称M74型步枪弹，供俄制AK-74及AN-94等突擊步枪使用）。中国军方宣稱其在同等距离内侵彻力和杀伤威力均优于SS109弹和7N6弹，但真實性成疑。
5.8毫米的外弹道直射距离比较远，例如自动步枪直射距离為375米，班用机枪則為680米。
然而这种弹药似乎威力不足，因此正在调整。
- 5.8毫米普通弹采用的双基扁球药燃烧不完全，95式枪族在发射2,000发子弹（全枪需要清洗的射弹数）后，通常都会出现气体调节器和活塞取出困难的问题；
- 在多次射擊后，还会出现导气孔由于火药残渣堆积变小的问题；
- 为了获得好的外弹道性能，子彈将部分难题转移到了内弹道，造成枪口压力过高，给解决枪口噪声和火焰问题带来许多困难；
- 采用的是常规雷汞底火，存在长期贮存后底火锈蚀问题，给可靠使用留下隐患；

### 附件
95式的附件包括专用刺刀（95式）、白光瞄准镜、微光瞄准镜和榴弹发射器等。
光学瞄具装配在提把的上方的U型槽内，刺刀则安装于其槍口消焰器上。

## 优点和缺点

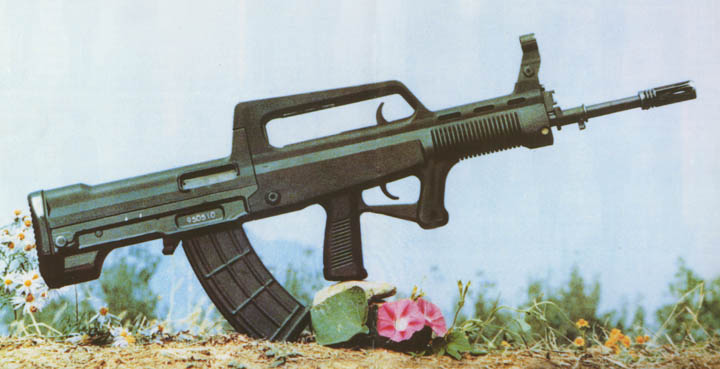
95式步枪原样

### 优点
- 稳定性適中；
- 因採用犢牛式佈局，故枪身较短
- 携带方便
- 造价低廉
- 後座力較小

### 缺点
- 受研製時認識和技術水準的限制，其擴展功能方式採取的是最簡單的連接座式，這種方式雖然結構簡單，但無法形成模組功能，難以滿足部隊的多功能的需求。
- 由于一体化提把设计导致安装瞄准镜时瞄准线太高，这主要是95式自动步枪受限於中國人民解放軍認為“应满足以机械瞄具为主要瞄准方式”的過時戰術思想的限制而造成，在卧姿射击的时候会导致士兵暴露，这个问题在通过转接部件安装如EOTECH衍射瞄准镜时尤为突出。
- 簡易夜瞄裝置採用放射性同位素鉕147通過填塗方式裝配，使用中存在亮度不足和容易脫落問題，而且鉕147的半衰期也不能滿足軍品長期貯存的要求，給部隊使用帶來許多不便；為該槍研製的二代微光瞄準鏡由於價格昂貴，以至不可能全面裝備部隊，而且200米的夜視距離也顯不足，無法全天候作戰。
- 類似於M16的有托槍通常利用彈匣作為下掛榴彈發射器的握持部位，95式自動步槍由於採用無托結構，加裝下掛防暴榴彈發射器後只能利用小握把作為握持部位，实际使用时不方便。
- 快慢机位置设计不合符人體工學，使士兵在战场上无法快速切换射击状态；
- 不同批次、機件品質控制標準不統一，給槍械維修後的品質控製造成困難。
- 射击时排出的火药气体可能会直接吹向士兵的脸。
- 與大部份舊款犢牛式步槍相同，在作戰時即使環境需要也不能及时轉為左手操作。否則在射擊時使用者將會被拋出的彈殼和熾熱氣體灼傷。
- 由于較早批次的95式使用的塑料弹匣强度会有瑕疵，因此95式自动步枪并没有加入空仓挂机的设计。这使得士兵在激烈的战斗当中难以察觉弹匣打空的情况。
- 95式全枪布局十分紧凑，但也带来射击时射手贴腮靠烟源太近，没有燃烧完全的火药燃气从抛壳窗、拉机柄槽和上护盖散热槽溢出，直接刺激射手眼睛或弥漫在瞄准基线上，以至影响射手持续瞄准射击，这种情况也给武器使用带来不便。
- 5.8毫米普通彈採用的雙基扁球藥燃燒不完全，95式槍族在發射2,000發子彈（全槍需要清洗的射彈數）後，通常都會出現氣體調節器和活塞取出困難的問題，而且射彈多後，還會出現導氣孔由於火藥殘渣堆積變小的問題。另外為了獲得好的外彈道性能，5.8毫米普通彈將部分難題轉移到了內彈道，造成槍口壓力過高，給解決槍口噪聲和火焰問題帶來許多困難。5.8毫米普通彈採用的是常規雷汞底火，存在長期貯存後底火鏽蝕問題，給可靠使用留下隱患。
- 马式曾在访谈中说其在人机工程、制造质量方面有缺陷，现在也还不能得出无托优于有托的结论。[3]
- 在2013年澳大利亚陆军轻武器技能大赛中，其改進型95-1式自動步枪就暴露出了不少上述问题。[4]

## 衍生型
95式的衍生型包括： 
- 95式自動步槍－標準型
- 95B式自動步槍－短槍管卡賓槍型
- 95-1式自動步槍－改进型

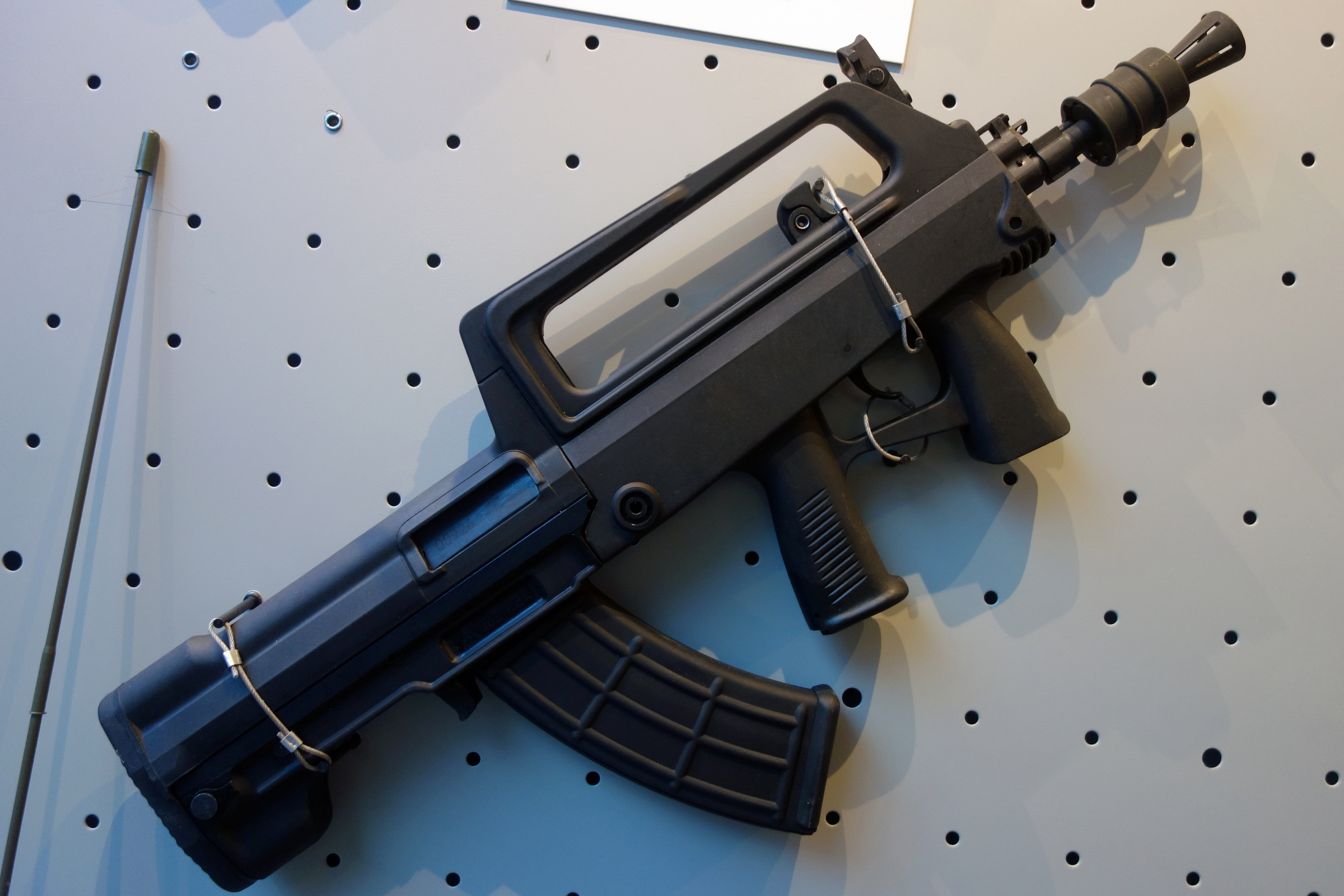
95B式自動步槍

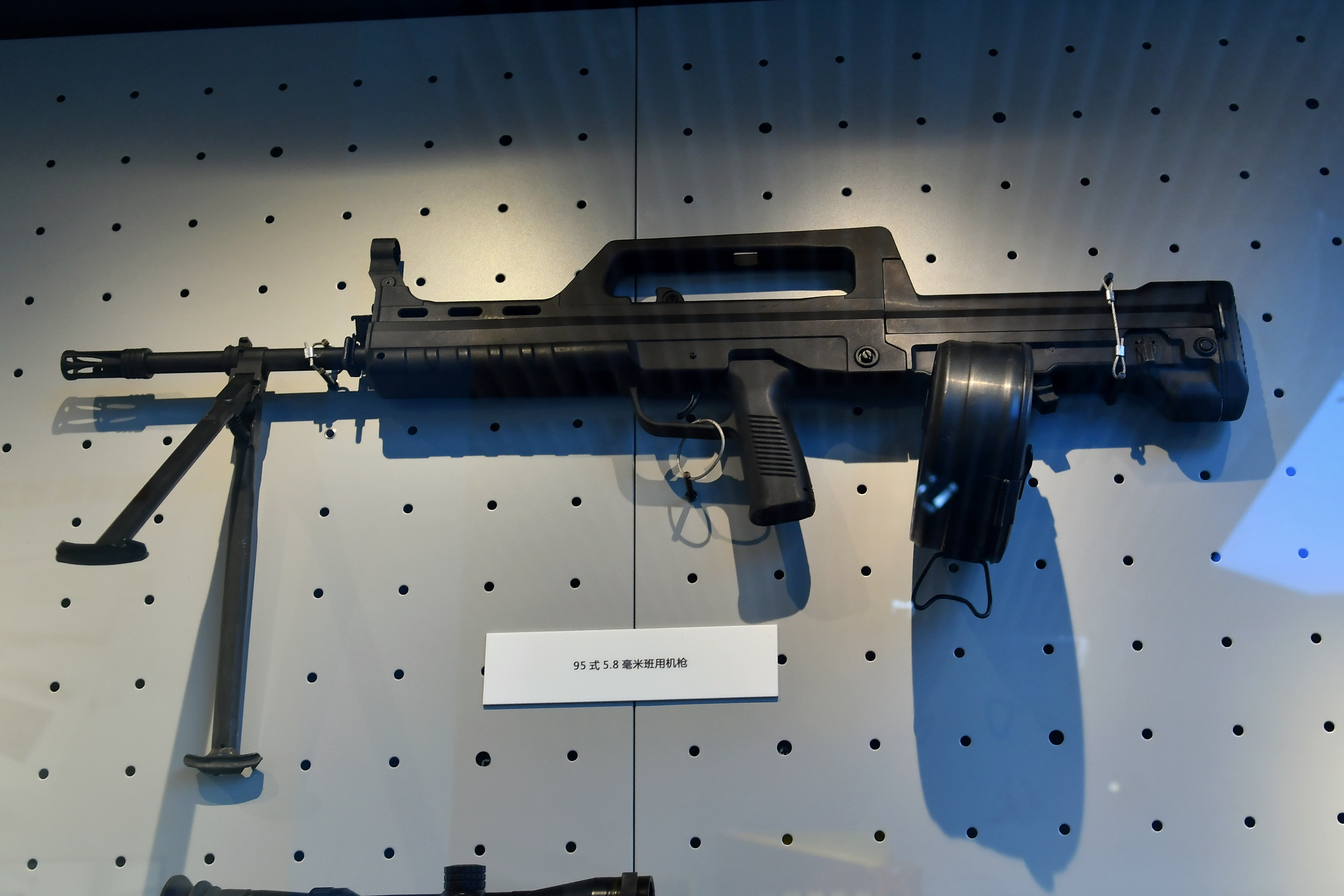
95式班用机枪

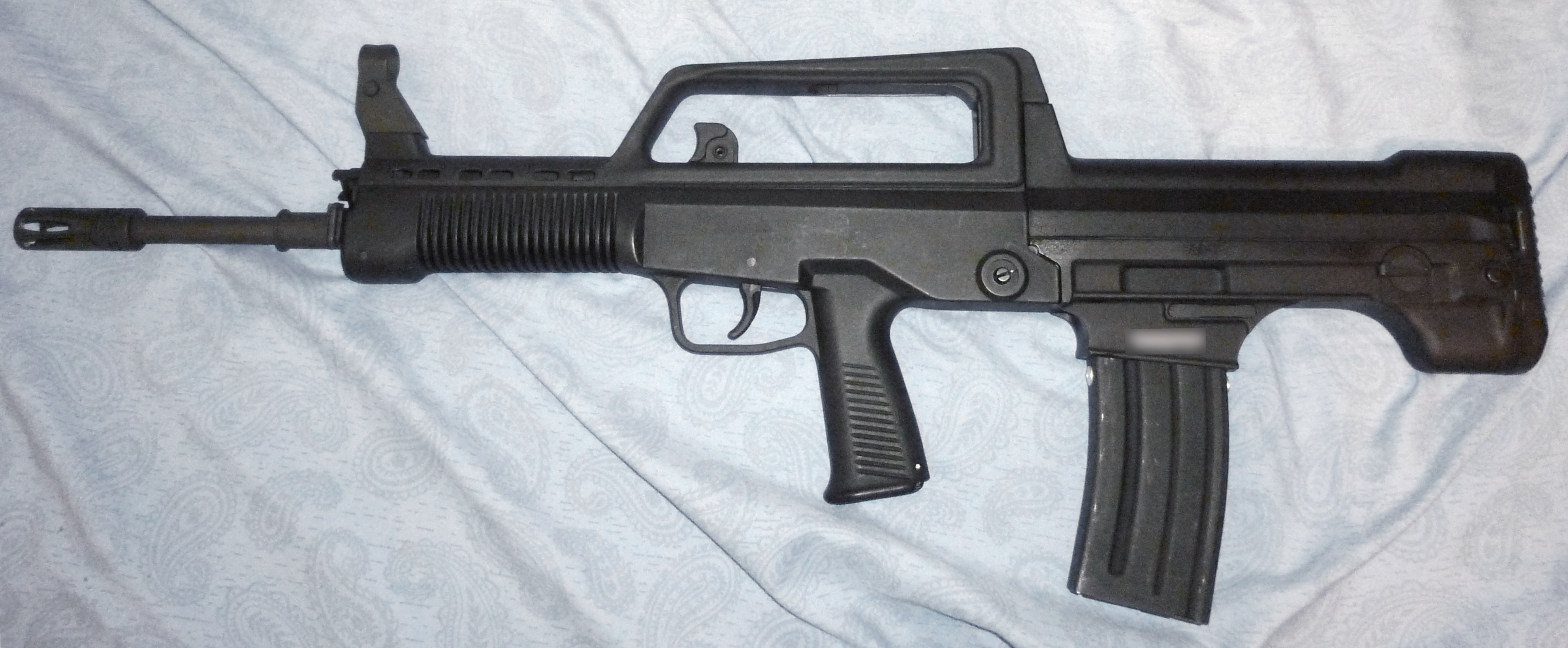
97式自動步槍

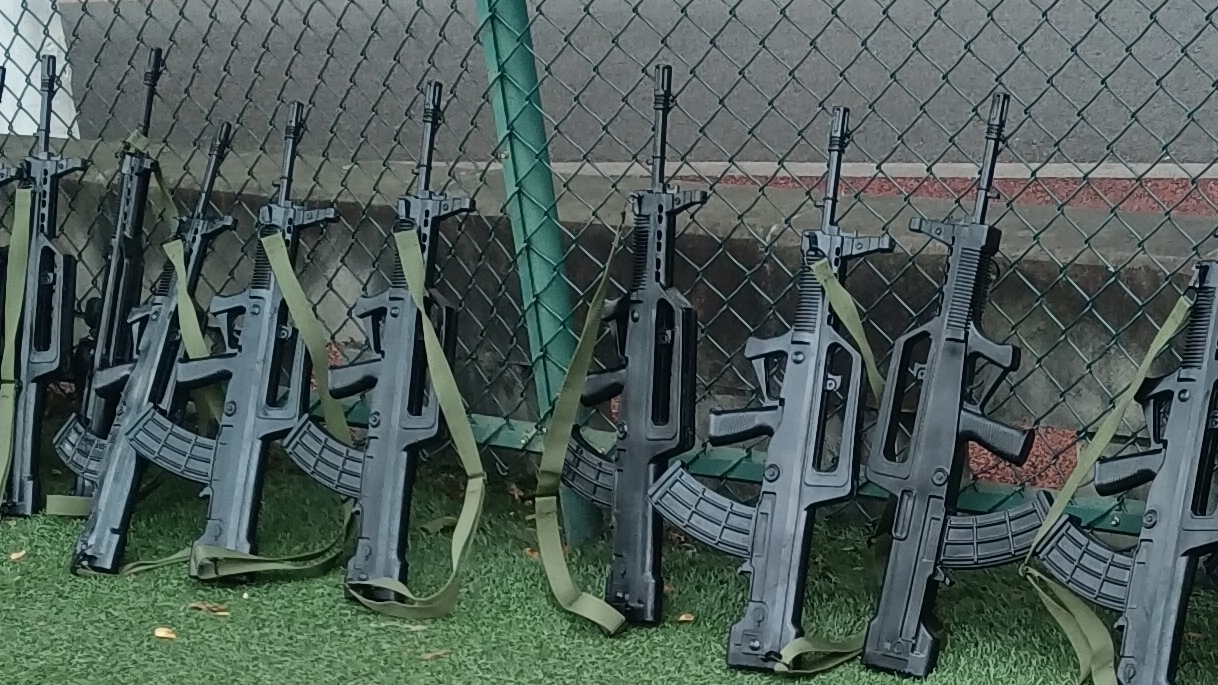
95式自动步枪模型

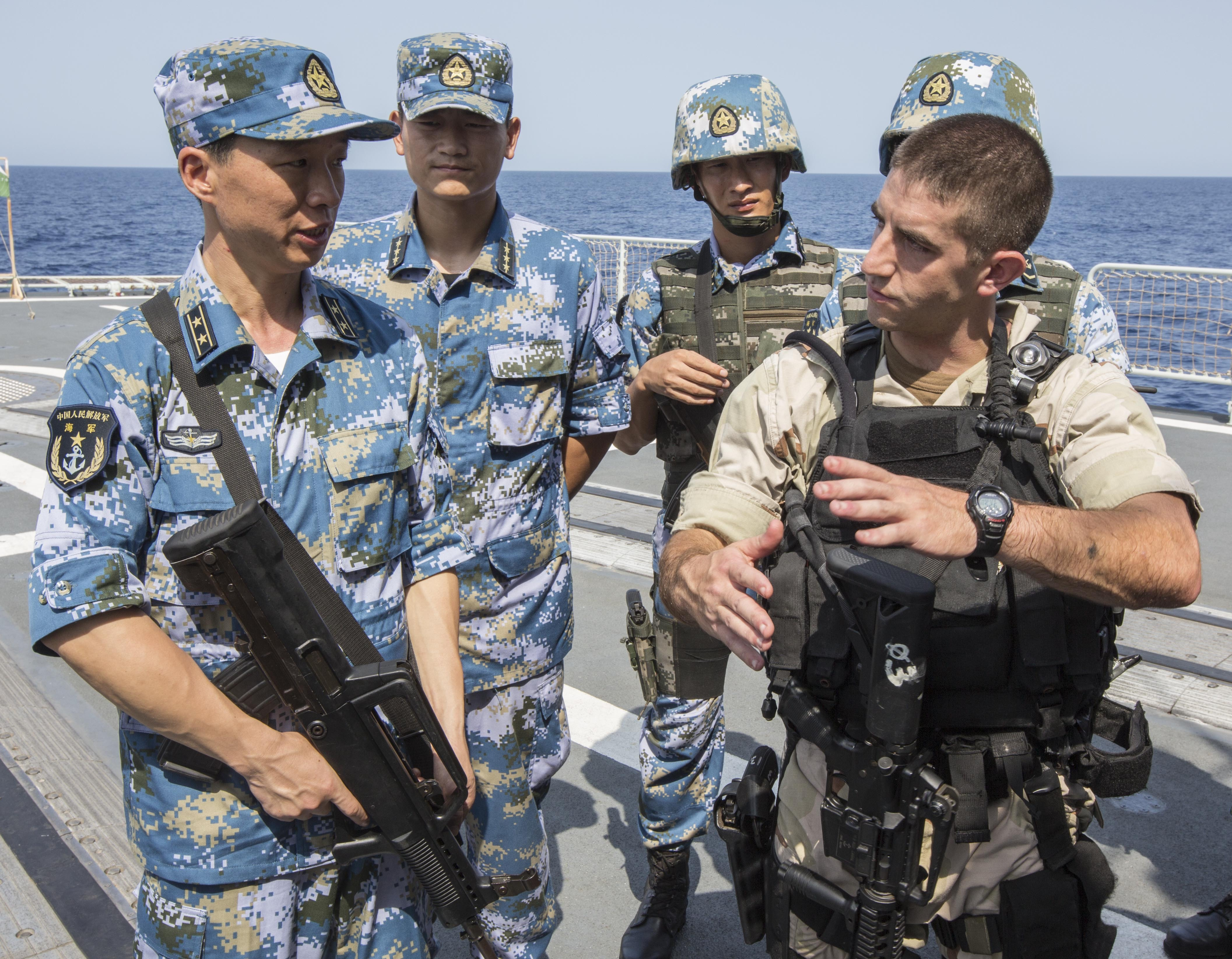
正與美軍交流的中國解放軍海軍水兵手持95式步槍

- 95式輕機槍－班用機槍型，配重槍管及75發彈鼓，射速調高

### 出口型

#### 97式槍族
為出口市場而生產的改進型，口径改为了北约制式的5.56×45毫米，並對應STANAG彈匣，亦调整了内部结构；僅成功出口到少數在東南亞及非洲等地的第三世界國家
- 97式自動步槍

- 97A式自動步槍－加入三點發功能的97式
- 97B式自動步槍－97式的短槍管卡賓槍型
- 97式輕機槍－97式的班用機槍型

### 仿製型
緬甸在進口少量QBZ-97後，未經授權逆向工程仿製QBZ-97，並命名爲MA-1 Mk III。
蘇丹在中國的軍援下，仿製名爲 "Sinan"的QBZ-97衍生型，選定為未來士兵系統的步槍部份。

### 民用型
以97A式及97B式改為只能半自動發射的出口版本，口径为.223口径雷明顿弹，2008年開始在加拿大發售

## 使用國
- - QBZ-97
    - 總統衛隊
- 柬埔寨
  - QBZ-97系列
    - 王家陸軍911特種部隊
    - 保鏢單位
- 中华人民共和国
  - QBZ-95系列
  - 目前為解放军主力制式步槍；大规模被191式取代
    - 中國人民解放軍
    - 中國人民武裝警察部隊
    - 特警單位
- 香港
  - 儀仗用途
    - 香港警務處[11]
    - 香港青少年制服團體
- - QBZ-97、QBZ-97B[12]
    - 警察單位
    - 老撾人民軍
- 緬甸
  - 缅甸軍隊[13]
  - 警察單位
- 巴基斯坦
  - QBZ-97B
    - 邊防部隊特別行動小組[14]
- 菲律賓
  - QBZ-97
    - 菲律賓國家警察[15]
- 卢旺达
  - QBZ-97系列[16]
- 斯里蘭卡
  - QBZ-97
    - 警察特別任務部隊
    - 空軍[17]
- - QBB-97
- 苏丹
  - Sinan
    - 蘇丹軍隊
- 委內瑞拉
  - QBZ-97A
  - 委內瑞拉軍事[18][19]

### 非國家用戶
- 泰米爾伊拉姆猛虎解放組織[20]
- 佤邦
  - 佤邦聯合軍[21]

## 流行文化

### 电影
- 2014年—：为QBZ-95，由中国警察所使用。
- 2015年—《戰狼》：为QBZ-95、QBZ-95戰术化改装版及QBB-95，由中国人民解放军特種部隊及故事開頭與解放軍聯合行動的中國特警隊所使用。
- 2016年—《湄公河行動》：型號為QBZ-95，由中國警察所持有。
- 2017年—《戰狼2》：为QBZ-95，由负责撤侨任务的中国人民解放军海军陆战队的护航特战队员所使用。
- 2018年—《摩天大樓》

### 电視劇
- 2000年—《突出重围》：由蓝军数字化小分队所使用。
- 2006年—《士兵突击》
- 2011年—《我是特种兵》
- 2012年—《我是特种兵之利刃出鞘》
- 2012年—《火蓝刀锋》
- 2013年—《特种兵之火凤凰》
- 2016年—《特種兵之霹靂火》
- 2017年—《人民的名义》：广泛地由汉东省警方所使用。

### 電子遊戲
- 2005年—《真實計劃》：型號為95式和95B式，均為中国人民解放军陣營武器。
- 2005年—：型号为95B式自动步枪，作为中国人民解放军特种部队的默认武器奇怪地被命名为“97式自动步枪”。
- 2007年—：型号为95式自动步枪，並有以下版本：
  - 95式自动步枪为隨遊戲登場武器，命名為「QBB95」，但實際上只是QBZ-95加上彈鼓的模樣，可裝填75发5.8mm DBP-87弹药。奇怪地在第一人稱視角中的武器模組採用鏡像佈局（右手持槍時拋殼口在左邊）。另外亦有两種改進版：
    - QBB95 EX：使用虛構的80發5.8mm DBP-87彈鼓供彈。港台地區於2009年11月10日推出，命名為「鐵血武士」；中国大陆地區於2009年11月18日推出，命名為「QBB95•暴龙」。
    - QBB95战损版：使用100發5.8mm DBP-87彈鼓，枪身以布基胶带缠绕加固，命中率下降但后坐力更低，並提升了射速。
- 2008年—《穿越火线》：型號為QBZ-95，目前有以下版本：
  - QBZ-95在商城内以GP武器之姿出现，花费24000GP即可购买并永久使用，但需要玩家为穿越火线会员才可购买。枪体比现实要大，其稳定性高，但威力偏低，不适合远距离射击。拥有两种改进型“QBZ-95-A”以及“新QBZ-95”：
    - “QBZ-95-A”使用沙色迷彩涂装以及以35发弹匣供彈，同时可以通过右键切换为三发点放模式。在商城内以CF点作时限贩卖，需要玩家为穿越火线会员才可购买。
    - “新QBZ-95”使用金色迷彩涂装以及35发弹匣，右键为直接三发点放射击，三发点放射击时会将枪身向身体内侧方向倾斜。为活动武器。
- 2009年—
- 2010年—：為95式配上100發彈鼓，另有還有91式榴彈發射器，可自行改装。
- 2011年—《闪点行动：红河》
- 2011年—：登場型號為QBZ-95B（造型上降低了提把的高度）及QBB-95，只在聯機模式登場。
- 2011年—《光荣使命》：作为玩家的标配突击步枪出现。
- 2012年—《Online》：登场型号为95式（2015年11月出现，使用5.56毫米子弹，命名為“Type-95”，瞄准稳定性较差，后坐力较大，解锁等级为30级，可以使用G币或C币购买。
- 2012年—
- 2012年—《战火英雄2》：精准度高，威力大，但射速相对较慢，是工程兵所使用的最强劲的枪型之一。可装配6种配件：弹匣扩容、HAMR、激光瞄准器、消声器、扩音器、心跳探测器。另有特殊的38发弹匣型QBZ 95。
- 2012年—《逆战》
- 2012年—《创世兵魂》
- 2013年—《生死狙击》
- 2013年—《反恐精英Online 2》：型號為QBZ-95，命名為“QBZ-95”。
- 2013年—《3》：命名为“CAR-95 5.8mm”。
- 2015年—《少女前線》：以拟人化姿态作为战术少女出现。被作为五星级AR，制造时间为3:58:00。
- 2015年—《Squad》：作为中国人民解放军阵营和中国人民解放军海军陆战队的制式武器，型号为QBZ-95-1和QBZ95B-1，以及班用机枪型QBB95 LSW。
- 2017年—：被定型為輕機槍，以75發彈鼓供彈，可以裝上三點雷射瞄準器以及槍口的補償器。
- 2017年—《秘境探險：失落的遺產》：命名為“Type 95”，由克蘿伊‧傅拉澤所使用。
- 2017年—：第二年追加下载内容“血兰花行动”中登场，实际上为95式自动步枪改装客制化上机匣以及加装80发弹容量弹鼓，命名為“T-95 LSW”，取消了小握把并改为扳机护圈，同时在描述中为使用5.56×45mm NATO弹药。作为攻击方香港特别任务连的特勤干员“Ying”所使用的武器之一，實際上來自中國人民解放軍的軍規武器，而非在現實中所裝備的武器。
- 2018年—《絕地求生》：命名為「QBZ」並且使用5.56毫米子彈（这是外贸版97的弹药），僅能在雨林「薩諾」地圖中撿到，可裝設彈匣、槍口、握把和瞄具。
- 2018年—：與電腦版絕地求生相同。
- 2019年—《決勝時刻：Mobile》：命名為「Type 25」。
- 2024年— 《三角洲行動》:命為QBZ-95

## 另見
- Khaybar KH-2002
- SA80
- LAPA FA-03
- 瓦爾梅特M82
- Steyr AUG
- EMARK-1
- M16
- CQ
- FAMAS
- 86S式自動步槍
- 各國軍隊制式步槍列表
- 犢牛式槍械列表